# Beatriz Vallejos
Beatriz Vallejos (Santa Fe, 7 de mayo de 1922 - Rosario, 12 de julio de 2007) fue una poeta argentina.

## Trayectoria
La poeta residió en San José del Rincón, donde también desarrolló su actividad como pintora y laquista en su casa conocida como la "casa de bambú".
Se casó con Domingo Rigatuso, tuvo hijos y nietos, mudándose a Rosario luego del fallecimiento de su esposo.
A su memoria está dedicado el festival internacional de poesía de Rosario.

## Obra poética
- Alborada del canto (1945)
- Cerca pasa el río (1952)
- La rama del seibo (1963)
- El collar de arena (1980)
- Espiritual del límite (1980)
- Pequeñas azucenas en elpatio de marzo (1985)
- Ánfora de kiwi (1985)
- Horario corrido (1985)
- Lectura en el bambú (1987)
- Está de seibo la sombra del timbó (Edición plegable,1987)
- Al ángel (plaqueta, 1989)
- Sin evasión (1992)
- Donde termina el bosque (1993)
- Del río de Heráclito (1999)
- Del cielo Humano (2000)
- El cántaro (2001)